# Stor guldløber
Stor guldløber (Carabus auratus) er en løbebille, der i Danmark formodentlig kun findes på Voderup Klint, Ærø. Arten er særlig aktiv om foråret, fra tidligt i maj til ca. midt i juni måned. Som andre løbebiller er den hurtig. Stor guldløber er en art, der kræver en varm åben, leret bund med spredt og lav vegetation. Den er overvejende dagaktiv og fremme i varmt solskinsvejr. I udlandet lever den også på dyrket jord.

## Beskrivelse
Stor guldløber er 20 til 27 millimeter lang. Hele oversiden er metalgrøn og dækvingerne er tydeligt gyldne (gule eller rødgule) langs randen. På hvert vingedække findes tre brede, ophøjede ribber. Benene er røde, med sorte fødder. Følehornenes inderste fire led er røde, de ydre sorte. Stor guldløber er som de fleste biller udstyret med flyvevinger, men flyveevnen er gået tabt. 

## Udbredelse
Der foreligger kun få tidligere observationer af stor guldløber i Danmark og de blev regnet for at være af tilfældig art. Arten blev i begyndelsen af maj 1996 observeret på Voderup Klint, Ærø og har siden været en fast art i Danmark. Man regner med, at bestanden i Voderup er på ca. 250 biller.
I Danmark befinder billen sig nær sin udbredelsesgrænse mod nord. Der er grund til at tro, at arten må have levet ved Voderup Klint gennem lang tid, idet dens spredningsevne er temmelig ringe. Formentlig er populationen ved Voderup en reliktbestand – en rest fra en tidligere varm tidsperiode, hvor arten kan have være mere udbredt her i landet. Der er pt. ingen trusler mod arten på Voderup Klint, men hvis græsningen ophører, kan tilgroning muligvis blive en reel trussel.
Stor guldløber har en ret begrænset europæisk udbredelse, fra Danmark i nord til Nordspanien i syd. Mod øst findes den til det vestlige Polen. Den har bredt sig østpå i de senere år og har trods manglende flyveevne en betydelig spredningsevne. Den forekommer ikke i det øvrige Skandinavien